# Indonesia's Next Top Model
Indonesia's Next Top Model (viết tắt là "INTM") là một chương trình truyền hình thực tế của Indonesia, dựa trên chương trình America’s Next Top Model của Tyra Banks, kể về một nhóm phụ nữ trẻ cạnh tranh cho danh hiệu Indonesia's Next Top Model và có cơ hội bắt đầu sự nghiệp của họ trong ngành công nghiệp người mẫu. Chương trình bắt đầu được phát sóng trên NET. vào ngày 28 tháng 11 năm 2020.

## Các mùa
| Mùa | Ngày phát sóng       | Quán quân       | Á quân         | Các thí sinh theo thứ tự bị loại | Tổng số thí sinh |
| --- | -------------------- | --------------- | -------------- | --- | ---------------- |
| 1   | 28 tháng 11 năm 2020 | Ilene Kurniawan | Gea Lim        | Kian Luberta, Shania Hamdun, Indira Kristensen, Ilmi Alaihi, Flores Timoer, Eveline Effendi, Masyitah Arwin, Audrey Callista, Clafita Witoko, Sheren Simamora, Grace Savior, Yumi Kwandy, Ranti Kusuma, Devina Bertha                                                     | 16               |
| 2   | 4 tháng 11 năm 2021  | Sarah Tumiwa    | Helen Hiu      | Gisela Martha, Ayu Nisa, Aziza Alfahiz, Aurel Oriana, Marissa Lorylin & Yolanda Wenur, Sitta Novita, Tiffany Zhu, Chainia Lovera, Nita Oktarina, Alfi Alifia, Evanny Wityo, Jolie Iskandar, Audya Ananta, Peace Jemima, Faradina Amalia                                   | 18               |
| 3   | 5 tháng 11 năm 2022  | Iko Bustomi     | Paula Soesanto | Coco Callista, Michelle Kerdijk, Trixie Theola, Shynka Agathalia (bỏ cuộc), Intan Rachma, Kezia Tan, Raisa Almira, Fey Zendrato, Shalfa Raihan, Olivia Pramaisella, Denissa Advenetta, Vannes Vannesa, Monica Bajunaid, Berlian Yasarah, Nathalie Kezia, Marella Mulwanto | 18               |